# 偃松
偃松（学名：Pinus pumila）是松科松属的植物；别名“爬松”、“矮松”、“千叠松”（东北）。

## 形态
常绿灌木，树干偃状，新枝密生短毛。叶5针一束，有三棱，树脂道边生，通常为2个，叶鞘脱落；圆锥状卵圆形或卵形的球果，成熟后种鳞不张开或微微张开，种鳞近宽菱形或斜方状宽倒卵形，边缘微向外反曲；种子无翅。

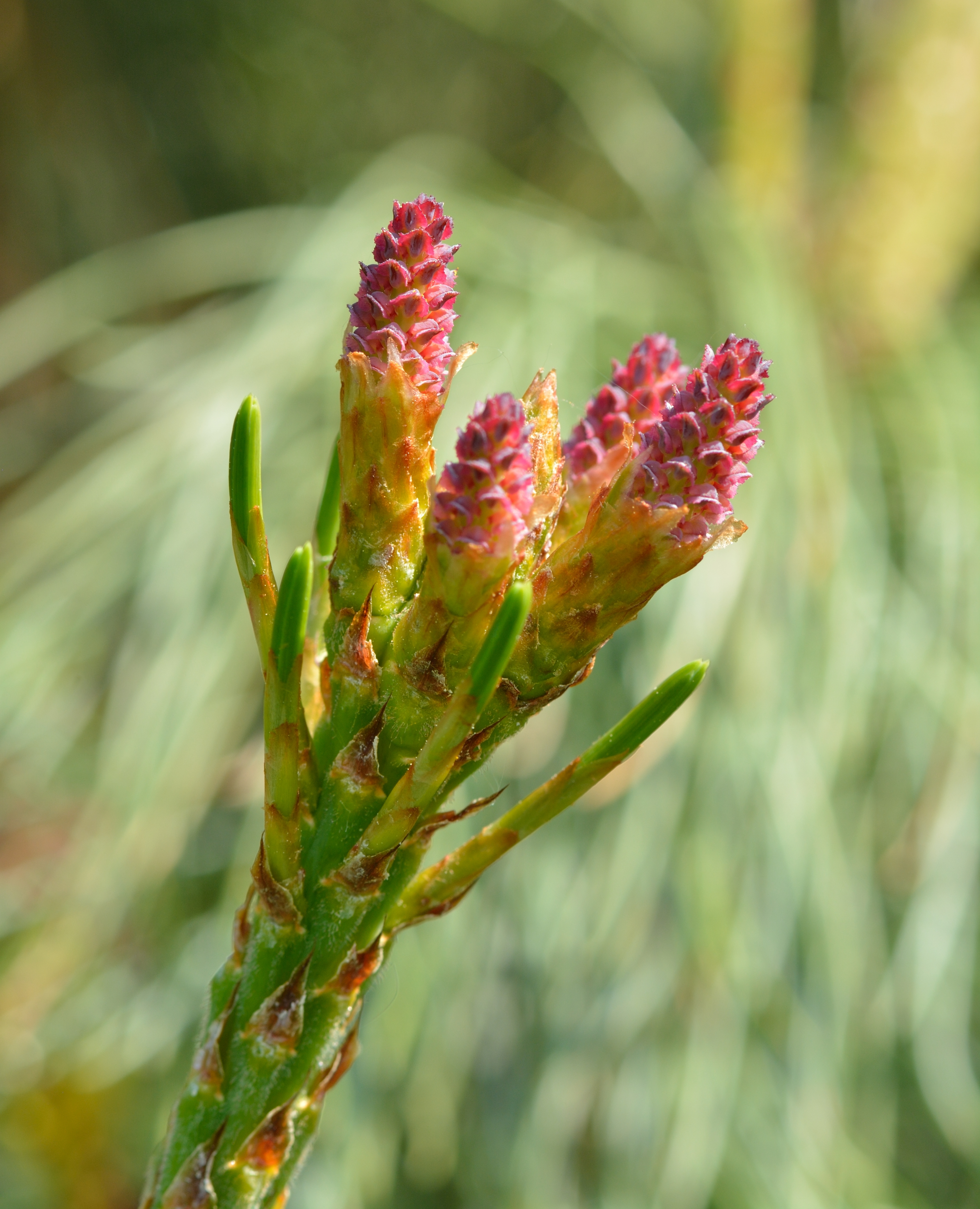
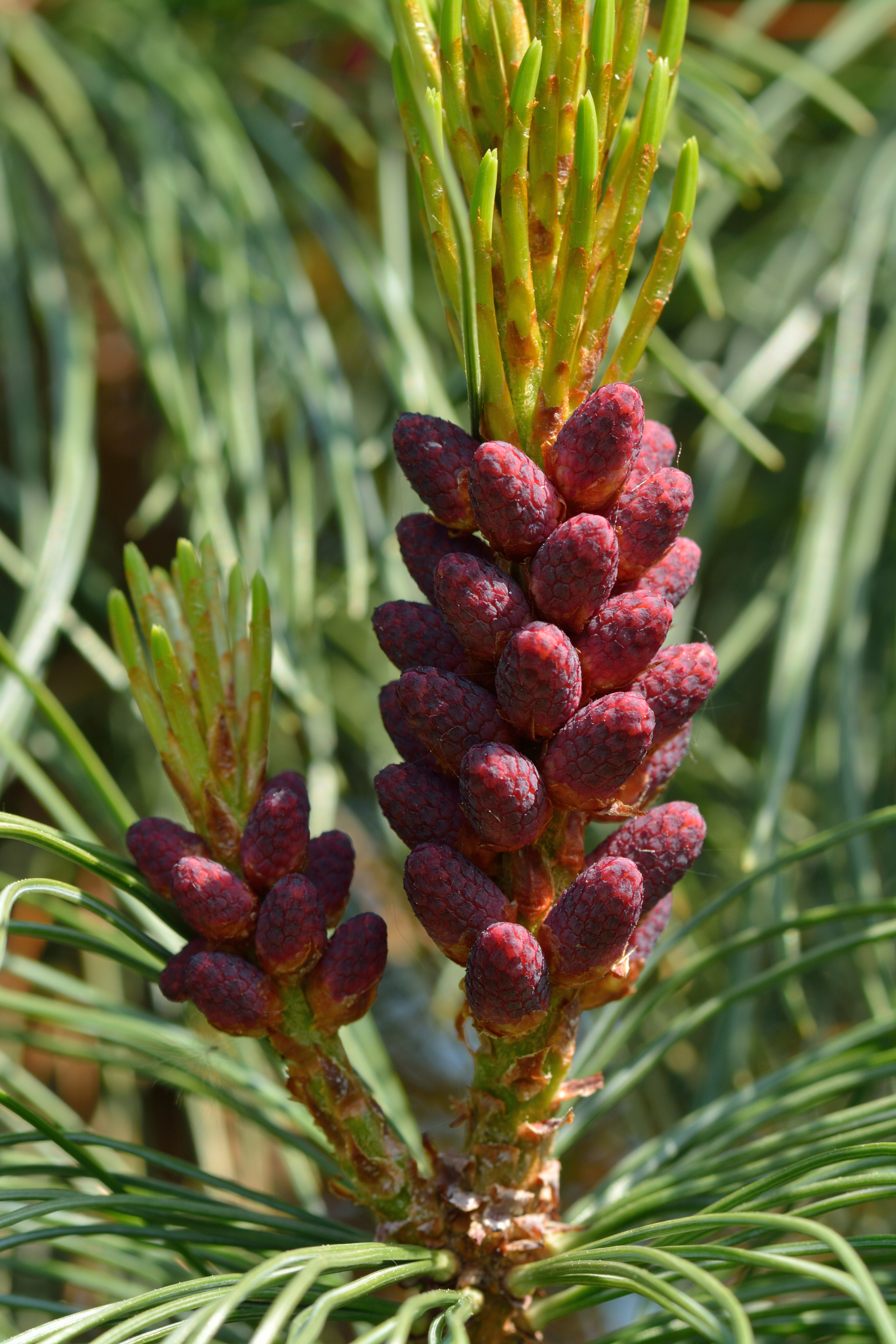

## 分布
分布于俄羅斯、日本、朝鲜半島以及中華人民共和國的小興安嶺、大興安嶺等地，生长于海拔1,000米至1,800米的地区，多生长在阴地。它可以形成水土保持林，但由于火灾和人类活动影响，它在中国东北属于濒危树种。